# Дегтярь, Михаил Борисович
Михаи́л Бори́сович Дегтя́рь (род. 22 января 1955, Угловое, Приморский край) — советский и российский телерепортёр, режиссёр документального кино. Руководитель студии «Репортёр», продюсер кинокомпании «Телесто», писатель. Заслуженный работник культуры Российской Федерации (2005). Заслуженный деятель искусств Республики Дагестан (2016).

## Биография
Михаил Дегтярь родился 22 января 1955 года в посёлке Угловое (ныне в черте города Артёма) Приморского края в семье военного лётчика — радиста, участника Великой Отечественной войны Бориса Ароновича Дегтяря. Мама, Сабина Хаимовна Дегтярь — выпускница Ленинградского института инженеров железнодорожного транспорта, инженер-строитель. Жена, Гликман Елена Израилевна — кинопродюсер («Питер FM», «Плюс один»). Дети — сын Кирилл (1995) и дочь Алиса (2002).
В 1958 году семья Михаила перебралась на место жительства в город Симферополь, там он окончил среднюю школу. В 1977 году он окончил строительный факультет Ленинградского института инженеров железнодорожного транспорта по специальности «инженер-строитель». Защитил диплом по теме: «Водоснабжение и канализация станции Усть-Нюкжа на трассе БАМа Чара — Тында».
Три года отработал на Азербайджанской железной дороге — вначале бригадиром канализации на станции Баладжары, затем — мастером Бакинского участка водоснабжения. В Азербайджане работал также корреспондентом газеты «Молодёжь Азербайджана», методистом Союза кинематографистов Азербайджана.
С 1984 года начал работать на Крымском телевидении. С 1987 года работал в «Комсомольской правде» — вначале корреспондентом по Крыму, а в 1989 году создал видеоприложение к «Комсомольской правде». Сюжеты видеоприложения становились участниками и победителями многих международных телефестивалей.
С 1984 по 1990 год учился на сценарном факультете Всесоюзного государственного института кинематографии (ВГИК). В 1991 году создал телевизионную студию «Репортёр».
С 1991 по январь 2002 года работал на телеканале РТР — автор, продюсер, руководитель и ведущий программ «Репортёр», «Вести в 11», «Вести про», «Судьбы», «Федерация».
С 1991 года студией «Репортёр» создано около 500 документальных передач и фильмов, многие из которых стали лауреатами всероссийских и международных кино- и телевизионных фестивалей. Для создания этих фильмов Михаил Дегтярь побывал более чем в 80 странах мира. Студия всегда работала в жанре специального репортажа об интересных людях и явлениях без политики и криминала.
С 1995 года — член Союза кинематографистов России.
Член Союза российских писателей.
В январе 1998 года создал и вёл в течение 2 лет рубрику «Большой репортаж» в программе «Вести».
С августа 1999 года — заместитель руководителя центра спецпроектов ГТК «Вести». Спустя 2 года покинул РТР, по собственному утверждению, вследствие нежелания работать на телеканале вместе с бывшими журналистами с НТВ.
В 2002 году перешёл на телеканал ТВЦ. С октября 2002 года по август 2006 года — главный редактор Главной редакции специальных репортажей данного канала. В 2002—2010 годах — автор и ведущий программы «Репортёр с Михаилом Дегтярём» на том же телеканале. Окончательно покинул ТВЦ в сентябре 2010 года. В 2012 году программа «Репортёр» недолгое время выходила на телеканале «Домашний». Продюсер документального цикла «Лицо российской национальности», который был показан на «Первом канале» в утреннем эфире в начале 2006 года.
В настоящее время — руководитель студии «Репортёр», продюсер кинокомпании «Телесто».
Мастер спорта СССР по фехтованию.

## Выборочная фильмография
- 1994 — «Страна тишины»
- 1995 — «Расстрел»
- 1996 — «Алексей Маресьев»
- 2000 — «Иерусалим»
- 2004 — «Клавдия Шульженко»
- 2004 — «Валерий Чкалов»
- 2005 — «Алёша»
- 2006 — «Танцы с русскими»
- 2007 — «Валерий Брумель»
- 2008 — «Жизнь на ощупь»
- 2008 — «Всё это телевидение»[15]
- 2011 — «Эшелоны Победы»
- 2014 — «Наш Бронепоезд»
- 2014 — «Жил-был лётчик»
- 2014 — «Деген» (совместно с Юлией Меламед)
- 2015 — «Сохраненные для человечества…» (продюсер)
- 2016 — Игровой фильм «Коробка» — продюсер (совместно с Еленой Гликман)
- 2017 — Документальный фильм «Фабрика грёз для товарища Сталина» (продюсер)
- 2019 — «Миры Маргариты» (продюсер)
- 2020 — Игровой фильм «На острие» — продюсер (совместно с Еленой Гликман)

## Книги
«Репортёр» (ISBN 978-5-9691-0877-6) 2013 год, издательство «Время» (Москва).
«Хрен должен быть крепким»(ISBN 978-5-17-121254-4), 2020 год, издательство «АСТ» (Москва).

## Награды, премии и почётные звания
- Медаль ордена «За заслуги перед Отечеством» II степени (28 июля 2016 года) — за большие заслуги в развитии отечественной культуры и искусства, печати и многолетнюю плодотворную деятельность[16].
- Заслуженный работник культуры Российской Федерации (28 мая 2005 года) — за заслуги в области культуры, печати, телерадиовещания и многолетнюю плодотворную работу[17].
- Заслуженный деятель искусств Республики Дагестан (21 июня 2016 года) — за заслуги в развитии киноискусства, большой личный вклад в создание художественного фильма «Коробка»[18].
- Мастер спорта СССР.
- Трижды лауреат премии Союза журналистов России за высокий профессионализм[19].
- Лауреат Первой национальной премии в области неигрового кино и телевидения «Лавровая ветвь» (2000 год).
- Четырежды лауреат премии ТЭФИ (в 1995 году — в номинации «Лучшая публицистическая программа», в 2000 году — в индивидуальной номинации «Репортёр», в 2006 году — в номинации «Специальный репортаж, журналистское расследование», в 2009 году — в номинации «Репортёр»)[20]. Кроме того, ещё четыре раза номинировался на премию ТЭФИ.
- Лауреат премии «Юнеско» за достижения в области СМИ[21].
- Член Литературной академии.
- Член Международного института прессы (IPI).
- Член русского ПЕН-клуба.
- Член Академии Российского телевидения.
- Член Международной Академии телевизионных искусств и наук «Эмми».
- В 2015 году получил высшую премию Союза журналистов России — «Золотое перо России».
- Лауреат более 100 премий на международных и отечественных теле- и кинофестивалях и национальных конкурсах.
- Фильм «Коробка» получил около 60 премий на Международных и отечественных кинофестивалях.
- Дважды выдвигался на премию президента Российской Федерации «За вклад в укрепление единства российской нации» (2016 и 2017).
- В ноябре 2022 года на Международном кинофестивале в Палермо (Италия) получил (вместе с Еленой Гликман) Приз «Золотой Паладин» за вклад мировое спортивное кино.